# ロビー・スレイター
ロバート"ロビー"・スレイター（Robert "Robbie" Slater、1964年11月22日- ）は、イングランド・ランカシャーのオームスカーク出身の元オーストラリア代表サッカー選手。

## 経歴

### 初期
スレイターは、両親と共にオーストラリアに移住し、1982年にNSLのセントジョージ・セインツFCでキャリアをスタートさせる前のユース時代に様々なクラブでプレーした。1983年にセントジョージでリーグ優勝をした後、イングランドのノッティンガム・フォレストFCのトライアルに参加したが、両チームで合意に至らず母国に戻った。
1987年から1989年までシドニー・クロアチア（現シドニー・ユナイテッドFC）で活動した後、ベルギーリーグにの名門RSCアンデルレヒトへ移籍した。

### ヨーロッパ
アンデルレヒトで出場機会があまりなかったスレイターは、翌1990-91シーズンにフランス2部のRCランスに加入。ランスには1990年から1994年まで在籍し、1991-92シーズンにリーグ・アン昇格に貢献。同年にオセアニア年間最優秀選手賞を受賞した。また、ランス在籍時にパリ・サンジェルマンFCのサポーターに野球のバットで襲われ、生命の危機にさらされた。
1994-95シーズンに祖国イングランドのブラックバーン・ローバーズFCへ移籍。同シーズンに優勝を経験し、初めてプレミアリーグを制覇したオーストラリア人選手となった。1995年、マティ・ホームズと入れ替わる形でウェストハム・ユナイテッドFCへ60万ポンドで売却された。8月26日、1-1と引き分けたアウェーのノッティンガム・フォレストFC戦でデビューし、12月2日のアウェーで2-4と敗れた古巣ブラックバーン戦で移籍後初ゴールを決めた。
1996年8月、グレアム・スーネス監督率いるサウサンプトンFCに移籍金25万ポンドで加入すると、移籍1年目の1996-97シーズンを通してレギュラーとして30試合に出場。終盤5試合で3試合に勝利し、降格からわずか1ポイントでトップカテゴリーに留まることに成功した。また、同シーズンの最終節から1つ前に行われた1997年5月3日の古巣ブラックバーン戦で、スレイターはエギル・オステンスタッドの8ヤードのドリブル突破からのパスから先制ゴールを決め2-0の勝利に貢献した。
1997年1月4日、FAカップのレディングFC戦でスレイターは線審に対して"ジェスチャー"をしたとして、グラハム・ポール主審にレッドカードを提示されロスタイムに退場した。試合はサウサンプトン側が9人だったものの3-1で勝利した。同年夏にスーネスに代わりデイヴ・ジョーンズが監督に就任すると、出場が3試合と少なくなり、1998年1月19日のマンチェスター・ユナイテッドFC戦の途中出場が最後となった。3月にウルヴァーハンプトン・ワンダラーズFCに移るも、夏にオーストラリアに帰国した。

### NSL
1997-98シーズン終了に伴いオーストラリアへ戻ると、NSLに参戦する新興クラブのノーザン・スピリットFCに加入しキャプテンにも就任。2001-02シーズンに引退するまでプレーした。

### 引退後
引退後は、オーストラリアの有料チャンネルのFOXスポーツ (オーストラリア)でAリーグの実況やサッカー情報番組に出演しコメンテーターを務めている。
2005年、オーストラリアサッカー殿堂入りを果たした。

### 論争
スレイターがデイリー・テレグラフ (オーストラリア)に書いた記事が論争となり、ハリー・キューウェルと対立することになった。事態の原因究明役としてグラハム・アーノルドが指名された。
また、ある時にクレイグ・フォスターに英国人に対して贔屓していると批難された。そのことに対してスレイターは、フォスターは人種差別主義者だと反論した。

## 代表
1988年7月7日、オーストラリア・バイセンテナリー・ゴールドカップのブラジル戦でオーストラリア代表としてデビュー。FIFAコンフェデレーションズカップ1997のサウジアラビア戦が最後の試合となった。

## 所属クラブ
- セントジョージ・セインツFC 1982-1985
- ブラックタウン・シティFC（英語版） 1986[1]
- シドニー・ユナイテッドFC 1987-1989
- RSCアンデルレヒト 1989-1990
- RCランス 1990-1994
- ブラックバーン・ローバーズFC 1994-1995
- ウェストハム・ユナイテッドFC 1995-1996
- サウサンプトンFC 1996-1998
- ウルヴァーハンプトン・ワンダラーズFC 1998
- ノーザン・スピリットFC 1998-2001

## タイトル
- オセアニア年間最優秀選手賞 : 1991, 1993
- オーストラリアサッカー殿堂（英語版） : 2005